# Liste des souverains d'Abkhazie
Cette page liste les personnes qui ont régné sur l'Abkhazie au cours des siècles.

## Dynastie Antchabade ou Antchabadzé & hétérogènes

### Princes et duc des Abkhazes
Selon Cyrille Toumanoff, la succession des princes abkhazes serait la suivante :
- 450 : Anos ;
- 470 : Ghozar ;
- 500 : Piniktios Ier ;
- 527-562 : Barouk Ier ;
- 600 : Justinien Ier ;
- 640 : Démétrius Ier ;
- 660 : Théodose Ier ;
- 680 : Constantin Ier ;
- 700 : Théodore Ier ;
- 736 : Constantin II ;
- 736-766 : Léon Ier, duc impérial des Abkhazes ;
- 766-780/790 : Léon II, duc impérial des Abkhazes.

### Rois d'Abkhazie
René Grousset et Cyrille Toumanoff ont proposé des chronologies légèrement différentes pour les rois d'Abkhazie, particulièrement au IXe siècle. La liste ci-dessous reprend les dernières hypothèses développées en ce domaine par Christian Settipani.
- 780/790-828 : Léon II ;
- 828-855 : Théodose II ;
- 855-864 : Démétrius II ;
- 864-871 : Georges Ier Aghtsépéli ;
- 871-873 : Ioané Ier, prince Schavliani (usurpateur) ;
- 873-882 : Adarnassé Ier, prince Schavliani (usurpateur) ;
- 882-894 : Bagrat Ier ;
- 894-923 : Constantin III ;
- 923-957 : Georges II ;
  - 923-930 : Bagrat II, co-roi ;
- 957-967 : Léon III ;
- 967-975 : Démétrius III ;
- 975-978 : Théodose III l'Aveugle ;
- 978-1008 : Bagrat III le Bagratide.

Union du Royaume d'Abkhazie et de l'Ibérie.

## Dynastie Scharvashides ou Chirvachidzé

### Ducs d'Abkhazie
- 1180-1184 : Otagho Ier Chirvachidzé
- 1184-1213 : Otagho II Chirvachidzé ;
- 1213-1243 : Dardan Ier Chirvachidzé ;
- 1243-1249 : ? ;
- 1249-1293 : David VI Narin Bagration ;
- 1293-1327 : Constantin Bagration ;
- 1327-1329 : Michel Bagration ;
- 1329-1330 : Bagrat Ier Bagration le Petit ;
- 1330-???? : Uni au royaume d'Iméréthie ;
- ????-1459 : David Hutuni Chirvachidzé.
- 1459-???? : Rabia Ier Chirvachidzé.

### Princes d'Abkhazie
- 1491-1495 : Salomon Ier ;
- 1520 : Arsquan Ier ;
- 1625 : Teimouraz Ier ;
- 1637 : Karabeg Ier ;
- 1650 : Qouapou Ier ;
- 1665 : Salomon II ;
- 1700-1730 : Rostom ;
- 1730-17?? : Hamid Bey Ier ;
- 17??-1757 : Manoutchar Bey Ier ;
- 1757-1770 : Manoutchar Bey II ;
- 1770-1779 : Zourab Bey Ier (en) ;
- 1779-1789 : Léon IV Mohammed Pacha ;
- 1789-1806 : Kelesh Ier Ahmed Bey (en) ;
- 1806-1810 : Aslan Bey ;
- 1810-1821 : George III Safar Ali Bey (en) ;
- 1821-1822 : Démetrius IV Omar Bey (en) ;
- 1822-1866 : Michel Ier Hamid Bey II (en) ;

Annexion à l'Empire russe en 1864.

### Chefs de la Famille princière d'Abkhazie
- 1866-1918 : George (IV) Mikhailovitch Sharvashidze Chirvachidzé
- 1918-1973: Constantine Iosebovitch Sharavashidze Chirvachidzé
- 1973-2010: George (V) Constatineovich Sharvashidze Chirvachidzé
- 2010-: Teimuraz Georgievitch Sharvashidze Chirvachidzé